# 国家广播电视工业总局
国家广播电视工业总局是已撤销的中华人民共和国国务院直属机构，存在于1978年至1982年，主管全国广播、电视工业的科研、生产和基本建设。

## 历史
1978年9月，国务院批准国家计委《关于成立国家广播电视工业总局的请示报告》。报告强调：为了加快广播电视工业的发展，更好地统筹安排这项工业的科研、生产和基本建设，使必需的投资、设备和材料等得到保证，极需加强对这项工业的领导和改善管理体制。1978年9月20日，总局正式成立，由第四机械工业部代管。
1978年，国家广播电视工业总局决定在晶体管黑白电视机联合设计的基础上，完成仿日立公司P24型12（14）英寸集成电路黑白电视机设计方案，并向全国大量推广，完成了晶体管电视机向集成电路电视机的转型。
由于消费者强烈要求，从1978年开始，国家计委、第四机械工业部、广播电视工业总局陆续召开了有关提高电视机质量工作会议，对电视机等产品明确提出了可靠性、安全性要求和可靠性指标，组织全国整机及元器件生产厂开展了大规模的以可靠性为重心的全面质量管理。5年时间内，使电视机平均故障间隔时间提高了一个数量级，平均故障间隔时间（MTBF）由300小时提高到3000小时，配套元器件使用可靠性也提高了一至二个数量级。
1979年12月25日 中国自行设计制造的黑白电视机流水装配生产线在天津无线电厂建成。
1980年2月，总局改由国务院机械工业委员会归口管理。
1981年10月10日至19日国家广播电视工业总局在大连举行了全国3/4英寸盒式录象机视频磁头技术试制交流会，国家科委、大连电子所等26个单位与会。
1982年4月，国家基本建设委员会和国家广播电视工业总局联合颁布《关于在部分民用建筑中试行安装共用天线系统的通知》（〔82〕建发设字156号文），规定了应用范围、建设费用、标准制定、设备生产以及设计施工等细节。
1982年5月4日第五届全国人大常委会第二十三次会议通过《关于国务院部委机构改革实施方案的决议》，决定第四机械工业部、国家电子计算机工业总局、国家广播电视工业总局合并设立电子工业部，总局成建制地改建为电子工业部通信广播电视工业管理局，隋经义任副局长兼总工程师。1987年，电子工业部机构改革，该局改制为中国通广电子公司。

## 机构设置
- 办公室
- 人事处
- 财务处
- 基建处
- 综合计划处
- 物资处
- 科技处
- 质量处
- 外事办公室
- 生产准备办公室
- 调度研究室

## 领导
- 第四机械工业部兼总局局长、党组书记：李元如（由江苏省国防工办副主任兼江苏省电子局局长、党组书记调任）
- 副局长隋经义
- 副局长兼第四机械工业部第三研究所（电视电声研究所）所长：
- 副局长
- 总工程师：邱绪环